# Rejon iczałkowski
Rejon iczałkowski (ros. Ичалковский район, erzja Ицял буе, moksza Ичалконь аймак) – jednostka administracyjna wchodząca w skład Republiki Mordowii w Rosji.
W granicach rejonu usytuowane są m.in. wsie: Kiemla (centrum administracyjne rejonu), Protasowo, Bieriegowe Syriesi, Gulajewo, Iczałki, Łada, Łobaski, Obrocznoje, Paradiejewo, Rożdiestwieno, Smolnyj.
Część rejonu zajmuje Park Narodowy „Smolnyj”.